# 이정미 (프로듀서)
이정미(1983년 ~ )는 KBS 드라마본부의 프로듀서이다.

## 경력
- 서울대학교 국어국문학과 학사
- KBS 드라마본부 PD
- KBS TV제작본부 드라마운영팀장 (실장급)
- KBS 드라마본부 편성기획팀장 (부장급)